# Hans Marius Hansen
Hans Marius Hansen, född 7 september 1886 i Fåborg, död 13 juni 1956, var en dansk fysiker.
Hansen avlade skolämbetsexamen i fysik 1909, men hade redan året innan anställts som assistent vid Polyteknisk Læreanstalt, där han stannade till 1918, men var från 1913 även vikarierande docent vid Köpenhamns universitet, där han 1918 blev ordinarie docent. Förutom kortare studievistelser 1910 i Berlin och Uppsala studerade han under tre terminer 1911–1912 i Göttingen, där han en stor del av tiden var anställd som assistent under professor Woldemar Voigt. Han utförde där de undersökningar, som ingår i avhandlingen Bidrag til Studiet af den inverse Zeeman-Effekt, ett experimentellt-fysiskt arbete, med vilket han 1913 tog doktorsgraden vid Köpenhamns universitet. Även senare studerade han magneto- och elektrooptiska fenomen tillsammans med olika medarbetare, bland annat undersökte han tillsammans med Sven Werner det på Niels Bohrs institut upptäckta grundämnet hafniums optiska spektrum (1923). År 1923 blev Hansen ordinarie professor vid Köpenhamns universitet, då han tilldelades en nyinrättad professur i fysik med inriktning på medicinsk fysik. För studiet och användningen av denna disciplin utförde han ett betydande arbete, i synnerhet vid inrättandet av universitetets nya biofysiska institution (1928) och av Radiumstationens fysiska laboratorium (1922). 
Hansen skrev även Vejledninger ved de fysiske Øvelser for Fabrikingeniører (1914). År 1913 blev han redaktör för "Fysisk Tidsskrift", i vilken han skrev talrika översiktsartiklar över nyare fysik. Han medverkade i "Salmonsens Konversationsleksikon" och "Naturens Verden".